# Acte d'unification

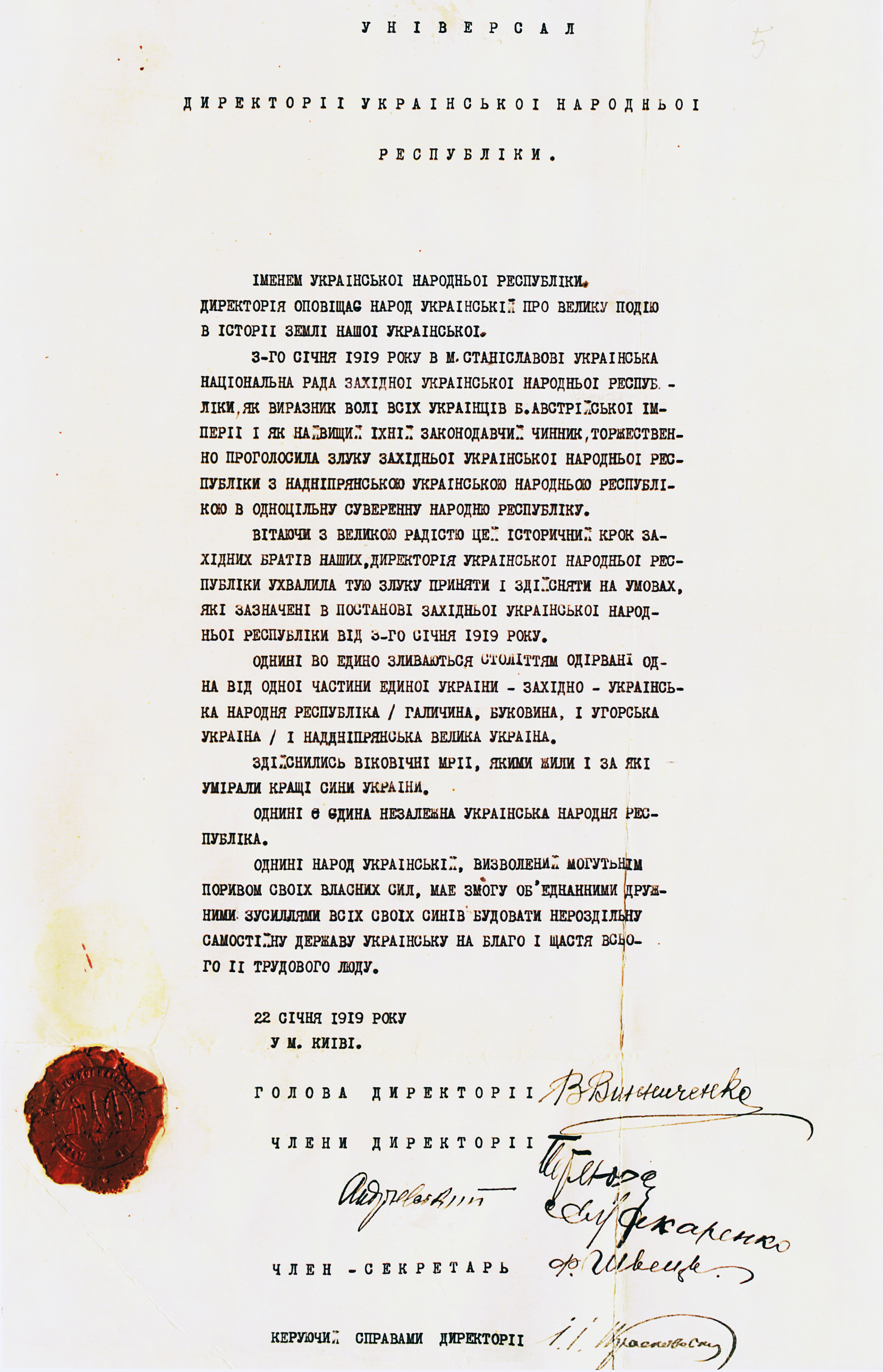
Copie de l'Acte d'unification, signée le 22 janvier 1919.

L'Acte d'unification (ukrainien : Акт Злуки, IPA: [ˈɑkt ˈzlukɪ], « Act Zluky » ou ukrainien : Велика Злука, IPA: [ˈvɛlɪkɑ ˈzlukɑ]) est un accord signé le 22 janvier 1919 par la République populaire ukrainienne et la République populaire d'Ukraine occidentale sur la place Sainte-Sophie à Kiev. Depuis 1999, la Journée de l'unité de l'Ukraine, célébrée chaque année le 22 janvier pour marquer la signature du traité, est un jour férié,.